# キップの装置

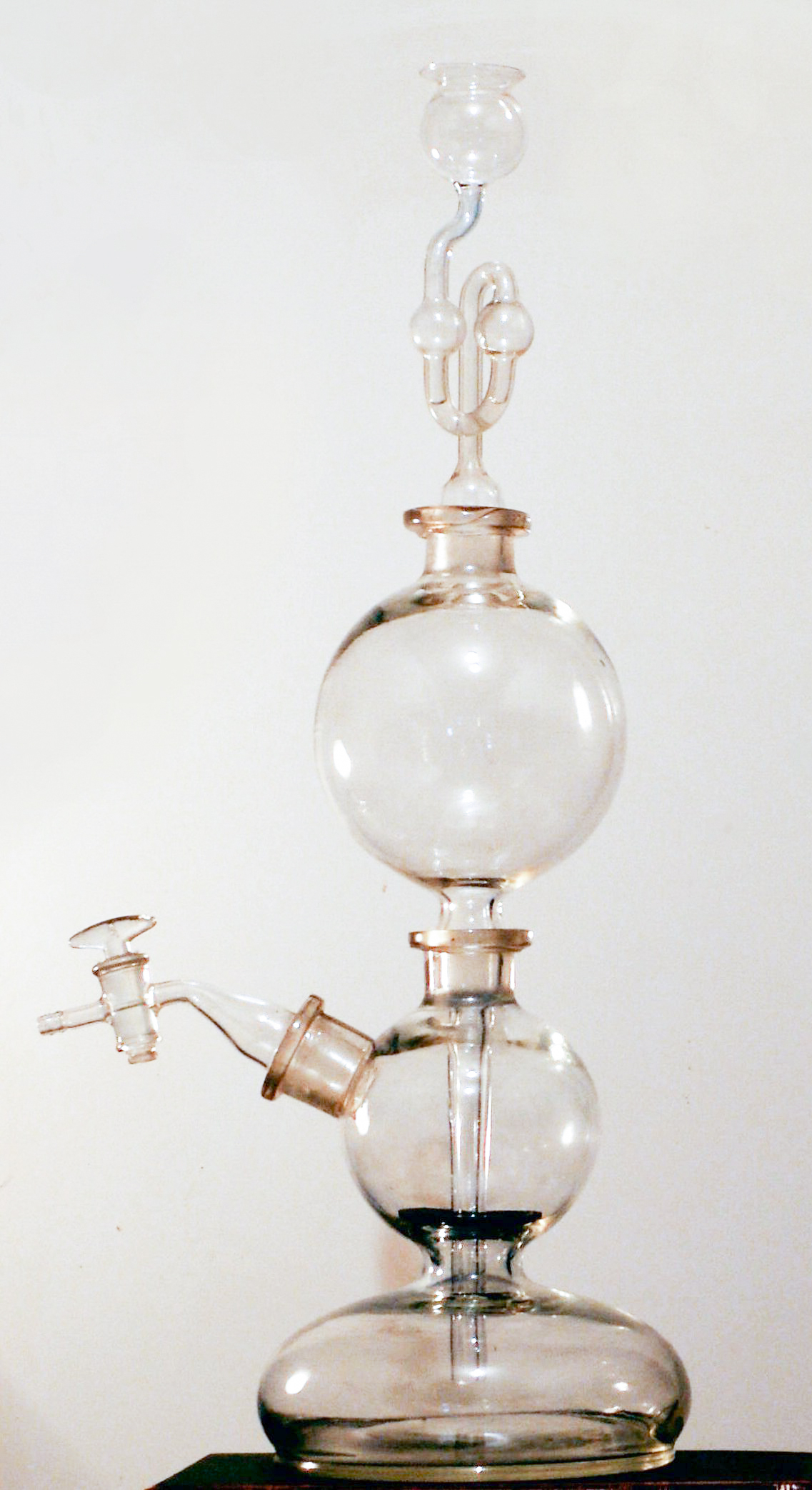
キップの装置

キップの装置（キップのそうち）は、実験室で少量の気体を発生させる際に使用する装置。19世紀に活躍したオランダの化学者ペトルス・キップ (Petrus Jacobus Kipp) によって発明された。
固体の化学物質と、液体の化学物質を反応させて、気体を発生させるときに用いられる。硫化鉄と硫酸から硫化水素が、炭酸カルシウムと塩酸から二酸化炭素が、適当な金属と酸から水素が、さらし粉と塩酸から塩素が、それぞれ得られる。ガスボンベを使用するよりも簡便に、必要な分だけ気体を発生させることができる。

## 構造
雪だるま状に縦に3つに並んだガラス製の容器からなる。最上部と最下部、および中央部と最下部の容器間が連結され、物質の行き来が可能となっている。中央部の上側にコックがあり、ここから発生した気体を取り出す。
固体の化学物質を中央の容器に、液体を最上部の容器に入れておく。コックを開けて中央部の圧力を開放すると、液体が最下部の容器に流れ込み、水面が上昇して中央部の固体物質と反応する。発生した気体はコックを通じて外部に取り出される。コックを閉じると発生した気体によって中央部の圧力が高まり、液体は最上部の容器に押し戻されるため、気体の発生が停止する。